# Accomac
Accomac és una població dels Estats Units a l'estat de Virgínia. Segons el cens del 2000 tenia 547 habitants.

## Demografia
Segons el cens del 2000, Accomac tenia 547 habitants, 199 habitatges, i 125 famílies. La densitat de població era de 515,1 habitants per km².
Dels 199 habitatges en un 22,6% hi vivien nens de menys de 18 anys, en un 51,8% hi vivien parelles casades, en un 8,5% dones solteres, i en un 36,7% no eren unitats familiars. En el 35,7% dels habitatges hi vivien persones soles el 21,1% de les quals corresponia a persones de 65 anys o més que vivien soles. El nombre mitjà de persones vivint en cada habitatge era de 2,13 i el nombre mitjà de persones que vivien en cada família era de 2,71.
Per edats la població es repartia de la següent manera: un 14,8% tenia menys de 18 anys, un 11% entre 18 i 24, un 30,7% entre 25 i 44, un 24,1% de 45 a 60 i un 19,4% 65 anys o més.
L'edat mediana era de 40 anys. Per cada 100 dones de 18 o més anys hi havia 136,5 homes.
La renda mediana per habitatge era de 37.500 $ i la renda mediana per família de 51.250 $. Els homes tenien una renda mediana de 34.375 $ mentre que les dones 23.929 $. La renda per capita de la població era de 24.050 $. Entorn del 3,7% de les famílies i el 6,2% de la població estaven per davall del llindar de pobresa.

## Poblacions més properes
El següent diagrama mostra les poblacions més properes.